# Ходоси (Вілейський район)
Ходоси (біл. вёска Хадасы) — село в складі Вілейського району Мінської області, Білорусь. Село підпорядковане Ольковицькій сільській раді, розташоване в північній частині області.

## Історія
У 1921–1945 роках село знаходилось у Польщі, у Вільнюськім воєводстві, Вілейського повіту, з 1927 року Молодечненського повіту, гміні Ілля.

## Населення
- 1931 рік — 182 людини, 28 будинків[1].